# Cynometra falcata
Cynometra falcata é uma espécie vegetal da família Fabaceae.
Apenas pode ser encontrada no Fiji.